# 與芝由三栄
與芝 由三栄（よしば ゆみえ、1974年（昭和49年）5月24日 - ）は、NHKの元アナウンサー。

## 人物
慶應義塾大学法学部卒業後、1998年（平成10年）4月1日にNHK入局。慶應義塾大学在学中の1995年度ミス慶應に選ばれ、1997年（平成9年）1月よりテレビ朝日『早起き一番!天気&N』にキャスターとして出演した。また、ミス慶應として『かざあなダウンタウン』に出演した。
趣味は犬の散歩、スポーツ。学生時代はソフトボール部に所属していた。現在でもハーフマラソン大会に出場し完走するなどしている。また、スクーバダイビングのライセンスを持っており、以前はフルフェイスマスク（水中でも会話できるダイビング用マスク）を使用した水中リポートも行う「潜水アナウンサー」だった。現在もNHK潜水取材班には所属している。
英語が堪能で、外国人スポーツ選手にも積極的にインタビューを行っている。北京オリンピックには現地キャスターとして派遣された。
私生活では2001年に結婚した青年実業家と離婚、離婚の時期は不明だが、結婚生活は1・2年だった。
2008年に8歳年下のスポーツマネジメント会社の社員と再婚。2009年4月から産休に入り、2009年6月1日、第一子となる女児を出産。
2010年2月に産休から復職し、バンクーバーオリンピック中継のハイライト番組を担当し（国内放送のほか、NHKワールド・プレミアム向けに放送される独自のオリンピックハイライトも日替わりで担当）、同年の4月改編からレギュラー番組にも復帰していたが、その後再び産休に入り、2年後の2012年11月7日、双子の女児を出産した。
2021年7月よりラジオセンターに異動。現在は主にデスク業務を担当している。

## 過去の担当番組
新潟放送局時代（1998年度 - 2000年度）
・新潟県のニュース・中継・リポート
東京アナウンス室時代（2001年度 - 2016年6月）
- 土曜特集 「生中継  海中の森をゆく」（2001年8月4日）

※伊豆の海中から潜水リポートを行う。
- ワーズワースの冒険 「和牛を極める -霜降り・伝説への挑戦」
- NHKニュースおはよう日本（膳場貴子の平日出演に伴う代理。2001年8月11日、12日）
- 首都圏いきいきワイド（総合テレビ、2002年4月 - 2003年3月）
- 首都圏ネットワーク（総合テレビ）
  - (2003年4月 - 2004年3月)- 17時台キャスター
  - (2004年3月 - 2006年3月)- 18時台キャスター

※2006年11月には、内藤裕子の代わりに1日だけ出演した。
- 金曜かきこみTV（教育テレビ、2006年4月 - 2007年3月）- 司会
- 土曜かきこみTV（教育テレビ、2007年度）- 司会
- ベストスポーツUSA（BS1、- 2008年2月）- 司会(不定期放送)
- NHKニュース7 北京オリンピック関連（2008年8月）- 現地キャスター
- サンデースポーツ（2006年4月 - 2009年3月29日）- キャスター
- Bizスポ（2010年4月 - 2012年3月）- スポーツキャスター
- きょうの料理（2012年4月 - 9月・2014年4月 - 2015年3月）- 進行
- ワイルドライフ 第170回 (BSプレミアム、2014年7月21日) - ナレーション
- 浪曲特選・夏 （2014年9月上旬）- 司会
- ぼくらの青春 J-POP 平成ミュージック・グラフィティー（NHKラジオ第1放送、2014年10月 - 2015年2月）
- Nスペ5min.  小笠原の海にはばたけ -アホウドリ移住計画（2015年7月25日）- ナレーション
- NHKとっておきサンデー（2015年4月 -2016年4月3日 ）
- プレミアムカフェ（2015年4月 - ）
- さいたま放送局時代（2016年7月 - 2021年6月）
- NACKに初恋! 埼玉ラジオフェス（NHKさいたま放送局・エフエムナックファイブ、2018年1月28日） - 司会
- HITS! THE TOWN（エフエムナックファイブ、2019年3月16日） - ゲスト出演
- 令和元年東日本台風特設ニュース（2019年10月12日） - さいたま市中央区にある国土交通省関東地方整備局から中継で首都圏各地の河川の状況を同局の職員と共に伝えた（全国放送[5]）。
- 情報番組 マチコミ（テレビ埼玉、2021年2月15日） - ゲスト出演
- 日刊!さいたま〜ず キャスター（2016年7月 - 2021年6月）
- 日本列島 火山の国の風景（不定期）ナレーション
- アナウンス統括

## 同期の女性アナウンサー
- 青木希久子（長崎→名古屋→岐阜→異動あるいは退職）
- 岩槻里子（金沢→名古屋→東京アナウンス室→京都→大阪）